# Park Miejski im. Dzieci Wrzesińskich we Wrześni

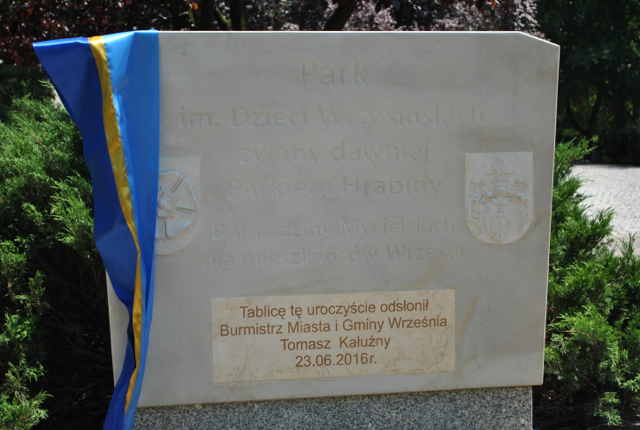
Tablica pamiątkowa odsłonięta 23 czerwca 2016 przez burmistrza Tomasza Kałużnego

Park Miejski im. Dzieci Wrzesińskich we Wrześni (daw. Park Hrabiny) – zabytkowy park znajdujący się we Wrześni, w powiecie wrzesińskim, w województwie wielkopolskim.

## Położenie
Park zlokalizowany jest w części miasta zwanej Opieszynem i ma powierzchnię 13,24 ha. Jego początki sięgają XVIII wieku, jako parku pałacowego na Opieszynie. Główne wejście do parku znajduje się od strony centrum miasta (w przedłużeniu ulicy Harcerskiej). Wzdłuż jego południowo-zachodniej granicy płynie rzeka Wrześnica.
23 czerwca 2016, jako dar rodziny Mycielskich dla mieszkańców Wrześni, stał się własnością gminy Września (zarządcą parku jest Urząd Miasta i Gminy we Wrześni). 
Na terenie parku znajdują się obiekty kultury, rekreacji oraz sportu, m.in. amfiteatr im. Anny Jantar, pałac z 1870, pomnik Marii Konopnickiej oraz tablice dotyczące jej twórczości. W parku można znaleźć także plac zabaw dla dzieci. Przy drodze do amfiteatru rośnie platan wschodni – pomnik przyrody z którym wiąże się miejscowa legenda.
W pobliżu parku znajduje się budynek Wrzesińskiego Ośrodka Kultury, Samorządowej Szkoły Podstawowej nr 2 im. Dzieci Wrzesińskich oraz kościół Świętego Ducha.

## Przyroda
- Cztery naturalne stawy

### Drzewa liściaste
- Lipa drobnolistna
- Wiąz pospolity
- Kasztanowiec zwyczajny
- wierzba biała (odmiana zwisła)
- Topola włoska
- Klon zwyczajny

### Krzewy
- Bez czarny
- Bez koralowy
- Klon tatarski
- Dereń biały
- Trzmielina pospolita